# Geschiedenis van de elektriciteit
De geschiedenis van de elektriciteit beschrijft de indruk die de elektrische en magnetische verschijnselen hebben achtergelaten op de mens in de historie. Al sinds de oudheid hebben vele mensen en instanties nagedacht over de elektrische fenomenen zoals bliksem, die ze waarnamen maar niet konden verklaren. Vanaf de 19e eeuw werd de bestudering meer theoretisch van aard terwijl vanaf de 20e eeuw de praktische toepassing een grote vlucht nam.

## Oudheid
Elektrische verschijnselen waren in de oudheid nog onverklaard en wekten daarom vaak angst op bij de mens. De meest voorkomende uiting van elektrische krachten was in die tijd ongetwijfeld het soms verwoestende natuurverschijnsel onweer.  
De oude Egyptenaren beschreven al rond 2750 voor Christus de schokken van elektrische vissen (bijvoorbeeld siddermeervallen), die ze de "donders van de Nijl" noemden en die ze als de beschermers van alle andere vissen zagen.
Maar ook statische elektriciteit was geen onbekend verschijnsel. Beïnvloed door Mesopotamische culturen beschreef de Griekse filosoof Thales van Milete reeds de elektrostatische eigenschappen van barnsteen – versteend hars van bomen – in de 6e eeuw voor Christus. Hij merkte, dat als er over een voorwerp van barnsteen werd gewreven, dit lichte voorwerpen als haar aantrok, en als er lang genoeg werd gewreven, er zelfs een vonk oversprong.
Het magnetisme wordt voor het eerst beschreven in de 4e eeuw voor Christus door de Chinezen in het "boek van de heerser van de duivelvallei" (鬼谷子), waarin magnetiet beschreven wordt als materiaal dat ijzer doet komen of aantrekken. De Grieken gaven het fenomeen de naam "magnetisme", naar het mineraal magnetiet, wat veelvuldig voorkwam nabij de stad Magnesia in Klein-Azië.

## Middeleeuwen
Gedurende de Middeleeuwen veranderde het magnetisme van een onbegrepen filosofisch concept tot een instrument waarmee de nieuwe wereld kon worden ontdekt. De Chinees Shen Kuo beschreef in 1088 in zijn Meng Xi Bi Tan (Mandarijn: 夢溪筆談 – droom-poel-verhandelingen) als eerste een magnetische kompasnaald, die voor navigatie gebruikt kon worden (deze werd in Europa pas in 1187 door Alexander Neckam beschreven). De theorie achter het magnetisme werd in de loop van de eeuwen verder verfijnd door onder andere de Fransman Petrus Peregrinus. Ook vermeldt hij het feit dat er twee specifieke uiteinden aan een magneet zitten, de magneetpolen.
In 1550 werd door de Italiaanse wetenschapper Girolamo Cardano in het werk De Subtilitate Rerum betoogd dat elektrische en magnetische aantrekkingskrachten twee verschillende krachten zijn. Dit baseerde hij op het feit dat barnsteen alle soorten lichte voorwerpen aantrok, maar magneetsteen alleen ijzer.

## 17e eeuw
De Engelse natuurwetenschapper William Gilbert, lijfarts van koningin Elizabeth I, borduurde verder op het werk van Cardano. Zo ontdekt hij dat ook andere stoffen, zoals glas, zwavel, bijenwas en edelstenen, gelijke eigenschappen hebben als barnsteen. Omdat de Griekse benaming van barnsteen "elektron" is, besloot hij deze stoffen elektrika te noemen.
Zijn belangrijkste werk is De Magnete, Magneticisque Corporibus, et de Magno Magnete Tellure, een verhandeling over magnetisme uit 1600. In dit boek beschreef Gilbert de relatie tussen statische elektriciteit van barnsteen en magnetische effecten. Dit was het begin van de wetenschappelijke studie naar de samenhang tussen magnetisme en elektriciteit.
Hierbij maakte Gilbert onderscheid tussen 'elektrische' en 'niet-elektrische' lichamen. De eerste konden door wrijving elektrisch geladen worden, doordat deze overvloedig voorzien waren van een onzichtbaar fluïdum dat vrijkwam bij wrijving. Dat dit niet gebeurde bij niet-elektrische lichamen kwam doordat ze dit fluïdum niet bevatten. Deze visie op elektriciteit zou tot ver in de 18e eeuw dominant blijven.
In 1646 werd voor het eerst het Engelse woord electricity gebruikt door de Britse schrijver Thomas Browne in zijn werk Pseudodoxia Epidemica. Een andere pionier was Robert Boyle, wiens belangrijkste ontdekking was dat elektrisch geladen objecten ook in een vacuüm lichte voorwerpen aantrekken. Dit gaf aan dat het elektrisch effect niet van lucht als medium afhankelijk was.
Enkele jaren later ontdekte de Duitse natuurkundige Otto von Guericke dat bollen met een elektrische lading elkaar afstoten. In 1650 bouwde hij in Maagdenburg een primitieve elektrostatische generator in de vorm van een ronddraaiende zwavelbol die met handwrijven geladen werd. Door de uitvinding van de elektriseermachine werd de weg vrijgemaakt om elektriciteit wetenschappelijk te bestuderen. Vele wetenschappers, onder wie Francis Hauksbee en Jesse Ramsden, verbeterden deze machine verder in de 18e eeuw. Zo werd de zwavelbol vervangen door een glazen bol, later glazen schijf. Met influentiemachines, zoals die van Wilhelm Holtz en James Wimshurst, verscheen er een nieuwe generatie, krachtige elektriseermachines.

## 18de eeuw

#### Natuurwetenschap
De 18e eeuw was de periode waarin de wetenschap, en dan met name de natuurwetenschap in de mode is. Vooral onder de adel en de betere burgerij nam de belangstelling snel toe.
Tijdens zijn onderzoek naar statische elektriciteit ontdekte de Engelse wetenschapper Stephen Gray in 1729 dat 'niet-elektrische' lichamen weliswaar niet door wrijving geladen werden, maar wel de elektrische eigenschappen konden doorgeven indien ze in verbinding stonden met een elektrisch geladen lichaam. Daarmee had hij ontdekt dat sommige materialen geleidende eigenschappen hebben, terwijl andere materialen die niet hebben. Hij was de eerste die onderscheid maakte tussen geleiders en isolatoren. Via een metalen draad opgehangen aan draden van zijde wist hij elektriciteit over een afstand van 900 voet te verplaatsen.
In zijn boek Six mémoires sur l'Électricité uit 1733 maakte de Franse natuurkundige Charles du Fay onderscheid tussen twee soorten ladingsfluïdum: vitreuse (glasachtig) en resineuse (harsachtig). Deze termen werden later door William Watson en Benjamin Franklin vervangen door termen "negatieve" en "positieve" elektriciteit. Jean-Antoine Nollet, die met Du Fay samenwerkte en later hoogleraar werd aan de universiteit van Parijs, interpreteerde deze soorten elektriciteit als twee soorten elektrische vloeistof.
In 1745 ontdekten de Nederlandse wetenschapper Pieter van Musschenbroeck en de Duitser Ewald Georg von Kleist onafhankelijk van elkaar, dat lading bewaard kon worden. De opgewekte lading van een elektriseermachine sloegen zij op in een zogenoemde Leidsche fles, een toestel dat we nu condensator noemen. 
In tegenstelling tot Du Fay geloofde Van Musschenbroeck (en ook Franklin) dat er maar één soort elektriciteit bestond. Op basis van proeven met de Leidse fles, waarmee hij vonken onttrok aan proefpersonen, kwam hij met de suggestie dat één enkel soort elektrische fluïdum werd overgebracht van fles naar persoon als de één een overschot en de andere een tekort aan elektriciteit bezat. Overdracht gebeurde via elektrische effluvia of 'uitvloeisels'.

### Franklin, Coulomb & Volta
In 1752 legde de Amerikaanse wetenschapper en politicus Benjamin Franklin de link tussen bliksem en elektriciteit en vond hiermee de bliksemafleider uit. Hij neutraliseerde hiermee de gevaarlijke effecten van de bliksem. De bliksem was toen de enige krachtige vorm van elektriciteit. Hij slaagde er niet in om deze vorm van elektriciteit te beheersen. Franklin maakte voor het eerst onderscheid tussen positieve en negatieve lading. Tevens was hij de eerste die het tot dan toe onbegrepen fenomeen sint-elmsvuur zag als een vorm van natuurlijke elektriciteit. Ongevaarlijk waren deze experimenten met bliksem trouwens niet: de natuurkundige Georg Wilhelm Richmann werd in Sint-Petersburg geëlektrocuteerd toen de bliksem insloeg in zijn vliegertouw.
In 1780 ontdekte de Italiaanse anatoom Luigi Galvani, dat hij de poot van kikkers kon laten bewegen met behulp van elektriciteit. Hij meende ten onrechte daaruit te concluderen, dat hij de zogenoemde dierlijke elektriciteit had ontdekt. Dit zou volgens hem de levenskracht zijn, die alles zou laten bewegen. Deze ontdekking leidde begin 19e eeuw tot een nieuwe vorm van amusement. Onder grote publieke belangstelling werden lichamen van opgehangen misdadigers met elektriciteit weer in beweging gebracht.

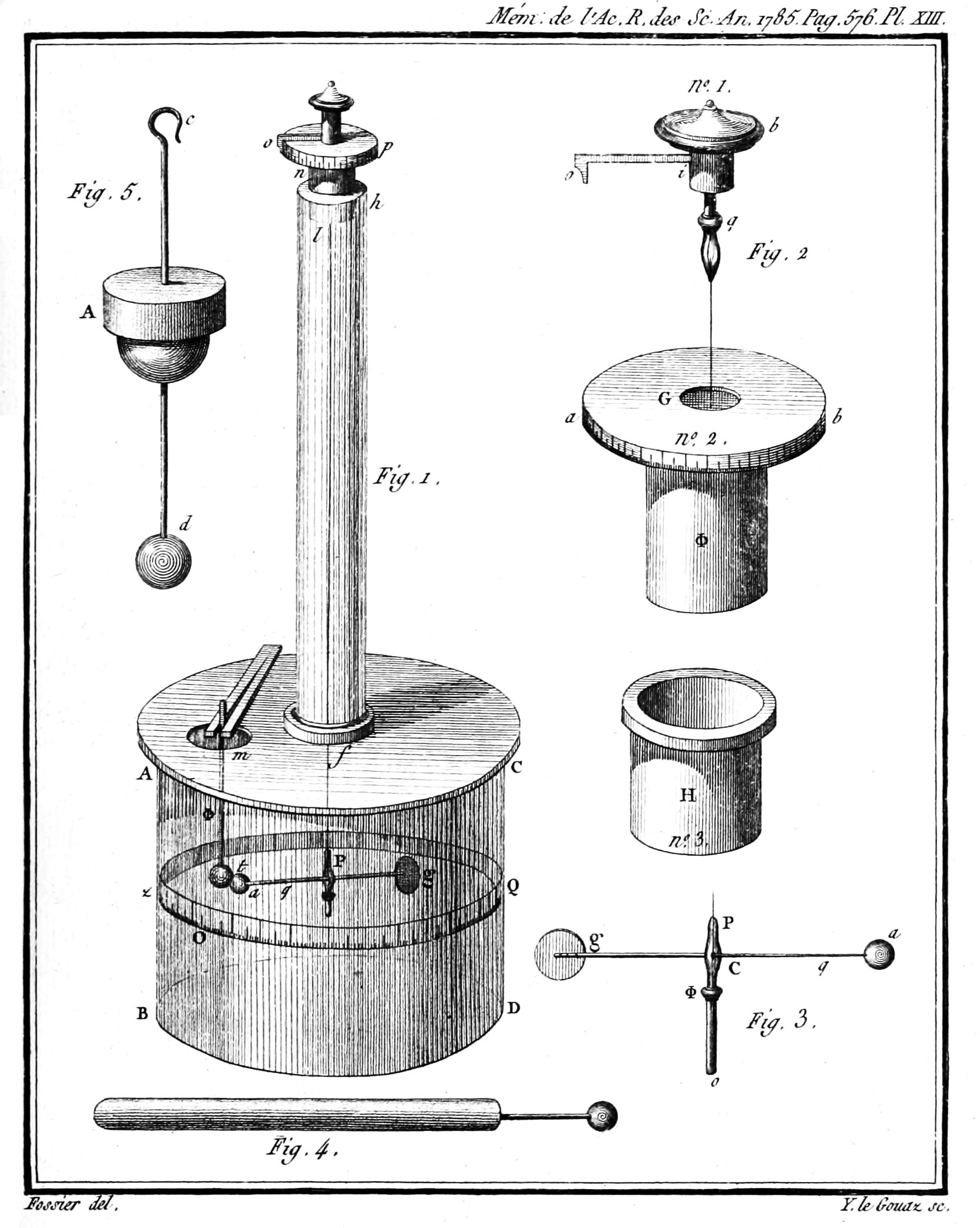
De torsiebalans waarmee Coulomb de elektrostatische wet van de omgekeerde evenredigheid met het kwadraat van de afstand verifieerde

In zeven brieven gericht aan de Franse wetenschapsacademie publiceerde de Franse natuurkundige Charles-Augustin de Coulomb tussen 1785 en 1791 de wetten van elektrostatica. Deze wetten beschrijven de interactie van twee of meerdere elektrostatische ladingen – gelijke ladingen stoten elkaar af terwijl ongelijke ladingen elkaar aantrekken. Bij iedere halvering van de afstand neemt de kracht met een factor vier toe.
Om aan te tonen dat de dierlijke elektriciteit van Galvani niet bestond bouwde Alessandro Volta, hoogleraar natuurkunde te Pavia, in 1800 de naar hem genoemde Zuil van Volta. Met deze voorloper van de moderne batterij kon hij een ononderbroken, permanente stroom produceren, in tegenstelling tot elektrostatische machines die altijd in één enkele stroomstoot ontlaadden. Zijn batterij bestond uit op elkaar gestapelde schijfjes zilver (later koper) en zink, gescheiden door in een zwavelzuuroplossing gedrenkte wollen lapjes. Zo ontstond een krachtige spanningsbron die een hernieuwde impuls gaf in het elektrisch onderzoek.
Pas een halve eeuw later werd door experimenten van onder andere Leopoldo Nobili (1834), Carlo Matteucci (1842) en Emil du Bois-Reymond (1848) aangetoond dat er elektrische stroompjes door de zenuwen lopen die in het lichaam zelf worden opgewekt en de spieren laten bewegen. Zoals Galvani al dacht bleek hieruit dat dierlijke elektriciteit toch bestaat.

## 19e eeuw

### Elektrochemie
De uitvinding van de batterij leidde tot tal van nieuwe elektrische toepassingen. Naast galvanisatie, het bedekken van een voorwerp met een laagje metaal, ontdekten scheikundigen met behulp van elektrolyse tal van nieuwe chemische elementen, zoals kalium, natrium, barium, calcium, magnesium en fluor.
De Duitse professor Thomas Seebeck merkte in 1821 op dat wanneer warmte wordt toegevoerd aan een verbindingslas van twee verschillende metalen, dat in de draden een elektrische spanning wordt opgewekt: thermo-elektriciteit. Hierdoor is de uitvinding van het thermokoppel een feit. In 1834 ontdekte de Franse natuurkundige Jean Peltier het tegenovergestelde effect – wanneer een stroom door het thermokoppel wordt gestuurd zal de temperatuur ter plaatse van de las stijgen of dalen, afhankelijk van de stroomrichting. Dit wordt het peltiereffect genoemd.
Ondanks de vele proeven die ze deden met stroom en spanning beschouwden wetenschappers ze als twee afzonderlijke verschijnselen. Het was de Duitse wiskundige Georg Ohm die de relatie tussen stroom en spanning bewees. Tijdens zijn onderzoek naar het geleidingsgedrag van verschillende metaaldraden toonde hij aan dat er lineaire relatie was tussen de stroomsterkte door de draad en de aangelegde spanning: U = I × R (in eenheden: V = A x Ω). De resultaten van zijn onderzoek publiceerde hij in 1827 in Die galvanische Kette, mathematisch bearbeitet.

### Elektromagnetisme
De eerste die de link aantoonde tussen elektriciteit en magnetisme was de Deense hoogleraar Hans Christian Ørsted. In 1820 zag hij bij toeval dat een magneetnaald reageerde op een nabijgelegen draad waar een elektrische stroom door liep. Een verklaring van dit fenomeen kon Ørsted niet geven.
Het was de Franse wiskundige André-Marie Ampère die kort na de publicatie van Ørsted de wiskundige onderbouwing gaf. In verder onderzoek ontdekte Ampère daarnaast dat twee parallelle stroomdraden elkaar aantrekken als de stromen in dezelfde richting lopen, maar elkaar afstoten als die in tegengestelde richting lopen. De kracht waarmee dat gebeurt was evenredig met de stroomsterkte en omgekeerd evenredig met het kwadraat van de afstand tussen de draden. Hiermee wist Ampère als eerste stroom te kwantificeren.
Naast Ampère raakte ook de Brit Michael Faraday, assistent van Davy, sterk geïnspireerd door het werk van Ørsted. Hij veronderstelt dat de elektrische stroom de kompasnaald van richting verandert omdat de stroom rond de draad cirkelvormige magnetische krachtlijnen laat ontstaan. Op basis van deze stelling lukte het hem in 1821 om een elektrische stroom om te zetten in een roterende beweging – het principe van de elektromotor was geboren. Tevens was Faraday de eerste die elektriciteit beschreef in de vorm van veldlijnen.
Ervan overtuigd dat energie binnen een systeem behouden blijft, beredeneerde Faraday dat het omgekeerde ook mogelijk moet zijn – met magnetisme elektriciteit creëren. Pas tien jaar later, rond 1831, bewees hij dat de beweging van een sterke magneet in een draadspoel een korte elektriciteitspuls in de spoel kon opwekken. Faraday had de (elektro)magnetische inductie ontdekt, het principe achter de dynamo en de transformator.
Op basis van Faradays experimenten ontwierp de Fransman Hippolyte Pixii in 1832 de eerste bruikbare dynamo. Pixii's toestel bevatte twee door een draaiwiel aangedreven roterende magneten, die zich voorbij een spoel met ijzerkern bewoog. Dankzij de door Ampère voorgestelde commutator bouwde hij in 1833 de eerste gelijkstroomdynamo.
Onafhankelijk van Faraday had de Amerikaanse natuurkundige Joseph Henry een jaar eerder (1830) ook het fenomeen van zelfinductie ontdekt. Maar omdat Faraday zijn bevindingen als eerste publiceerde wordt hij officieel erkend als de ontdekker ervan. In 1835 vond Henry het relais uit – een elektromagnetische schakelaar die op afstand bediend kan worden. Werkend als versterker konden dankzij het relais telegrafieberichten over steeds grotere afstand verstuurd worden.

### Telegrafie & telefonie
Vanaf het moment dat elektriciteit beschikbaar kwam gingen wetenschappers op zoek naar praktische toepassingen. Vanuit eerdere proeven was bekend dat elektriciteit zich met hoge snelheid voortbeweegt.
Een van de eerste praktische toepassingen van elektriciteit was het versturen van berichten over lange afstanden, de telegrafie. Hoewel de Zwitserse natuurkundige Georges-Louis Le Sage reeds in 1774 had geprobeerd een elektrostatische telegraaf te bouwen, zou het tot het begin van 19e eeuw duren voordat telegrafie pas echt van de grond kwam.
De eerste wetenschapper die met een werkbaar telegraafsysteem kwam was Samuel Thomas von Sömmerring. In 1809 construeerde hij een elektrochemische telegraaf bestaande uit 35 met water gevulde glazen buisjes – voor bijna elke letter van het Latijnse alfabet – waar hij met behulp van elektrolyse gasbelletjes in liet ontstaan. Vanwege de complexiteit werd zijn telegraaf geen succes.
In navolging van de ontdekking van Ørsted bouwde in 1832 de Russische baron Pavel Schilling de eerste elektromagnetische telegraaf. Enkele maanden later bouwden de Duitse hoogleraren Carl Friedrich Gauss en Wilhelm Weber hun versie van de elektromagnetische schrijftelegraaf. In Göttingen wisten ze een afstand van 1200 meter te overbruggen.
De Britse William Fothergill Cooke woonde in 1836 een lezing bij aan de universiteit van Heidelberg waarin de telegraaf van Schilling werd gedemonstreerd. Meteen zag Cooke de onbegrensde toekomstige mogelijkheden van deze uitvinding. Terug in Engeland begon hij te werken aan de telegraaf, maar het ontbrak hem aan elektrotechnische kennis om signalen te versturen over lange afstand. Hij vroeg professor Charles Wheatstone om advies en deze loste Cookes problemen op. In mei 1837 kregen ze gezamenlijk patent op de wijzertelegraaf, om vervolgens het jaar daarop in Groot-Brittannië de eerste commerciële telegrafielijn aan te leggen.
De echte doorbraak voor de elektrische telegraaf kwam uit de Verenigde Staten.
Met name het pionierswerk van de Amerikaanse tekenleraar Samuel Morse was van grote invloed op deze ontwikkeling. Al vanaf 1833 werkte hij aan de schrijftelegraaf waar hij drie jaar later patent op aanvroeg. Samen met Alfred Vail bedacht hij een seriële-code – het morse – waardoor hij slechts één enkele draad nodig had om alle karakters van het alfabet te versturen. (Als retourgeleider werd de aarde gebruikt.)
Ondanks de hoge aanlegkosten nam telegrafie in de tweede helft van de 19e eeuw een grote vlucht. Dankzij de vondst van guttapercha (een soort natuurrubber) als isolatiemateriaal konden de gebroeders Brett omstreeks 1850 de eerste onderzeekabel aanleggen op de bodem van het Kanaal. Hoewel hij maar kort in bedrijf is geweest, zou slechts acht jaar later door technici een van de grootste prestaties van die tijd geleverd worden: de aanleg van de trans-Atlantische telegraafkabel in 1858.
Net als bij de telegraaf was de uitvinding van de telefoon het werk van meerdere personen. Hoewel Alexander Graham Bell op 7 maart 1876 octrooi kreeg op de telefoon, was hij niet de eerste. Ruim 22 jaar eerder had de Franse telegraafbeambte Charles Bourseul het basisprincipe van telefonie geformuleerd en in 1862 lukte het de Duitser Philipp Reis – de naam telephon is van hem afkomstig – om een werkend toestel te maken en (mogelijk) te demonstreren.
Een bijna vergeten naam in de geschiedenis is die van Antonio Meucci. In 1871 vroeg de uit Italië afkomstige immigrant in de Verenigde Staten een cavaat aan voor de teletrophone. Maar wegens geldproblemen kon Meucci zijn idee niet omzetten in een officieel octrooi, waardoor zijn aanspraak verliep en de weg voor Bell openlag. Net als bij telegrafie maakte telefonie een snelle technologische ontwikkeling door op het gebied van communicatie. Binnen enkele jaren verdrong ze de telegraaf.

### Elektromagnetische straling
De wiskundige relatie tussen elektriciteit en magnetisme werd in 1861 beschreven door de Brit James Clerk Maxwell in het werk On Physical Lines of Force. In een aantal formules vatte hij hiermee honderd jaar wetenschappelijk onderzoek samen. Maxwells vergelijkingen beschrijven de richting en grootte van elektrische en magnetische velden. De oplossing is een elektromagnetische golf die zich voortplant met de lichtsnelheid. Hieruit concludeerde Maxwell dat (zichtbaar) licht ook een vorm van elektromagnetische straling is. (A Dynamical Theory of the Electromagnetic Field, 1865) Later werd bekend dat elektromagnetische straling overgedragen wordt door lichtdeeltjes, fotonen.
In 1886 wist de Duitse docent natuurkunde Heinrich Hertz de reeds door Maxwell voorspelde elektromagnetische golven op te wekken met zijn oscillator. Hertz zelf zag geen praktische toepassingen voor zijn ontdekking, maar anderen zagen wel de relevantie ervan. De Engelse natuurkundige Oliver Heaviside zei in 1891: "Drie jaar geleden waren elektromagnetische golven nergens. Maar nu zijn ze overal."
Het bleek dat elektromagnetische golven uitermate geschikt waren als medium om informatie over grote afstanden te verzenden. Hoewel verschillende wetenschappers hiermee bezig waren was het de jonge Italiaan Guglielmo Marconi die in 1895 als eerste een morsebericht draadloos wist over te brengen. Zes jaar later zond Marconi voor het eerst een radiosignaal over de Atlantische Oceaan, van Cornwall in Engeland naar het Canadese Newfoundland.
De overdracht van draadloze telegrafie kwam een stap verder in de goede richting toen de Duitse natuurkundige Karl Ferdinand Braun erin slaagde elektromagnetische golven in de door hem gewenste richting te sturen. Voor hun werk op het gebied van draadloze telegrafie kregen Braun en Marconi in 1909 gezamenlijk de Nobelprijs voor de Natuurkunde.

## Tweede industriële revolutie
De jaren 80 van de negentiende eeuw waren het startpunt van de tweede industriële revolutie. Naast de productie van staal en de uitvinding van de verbrandingsmotor was het – industrieel en later ook huishoudelijk – gebruik van elektriciteit een van de belangrijkste ontwikkelingen van deze revolutie.

### Dynamo/elektromotor

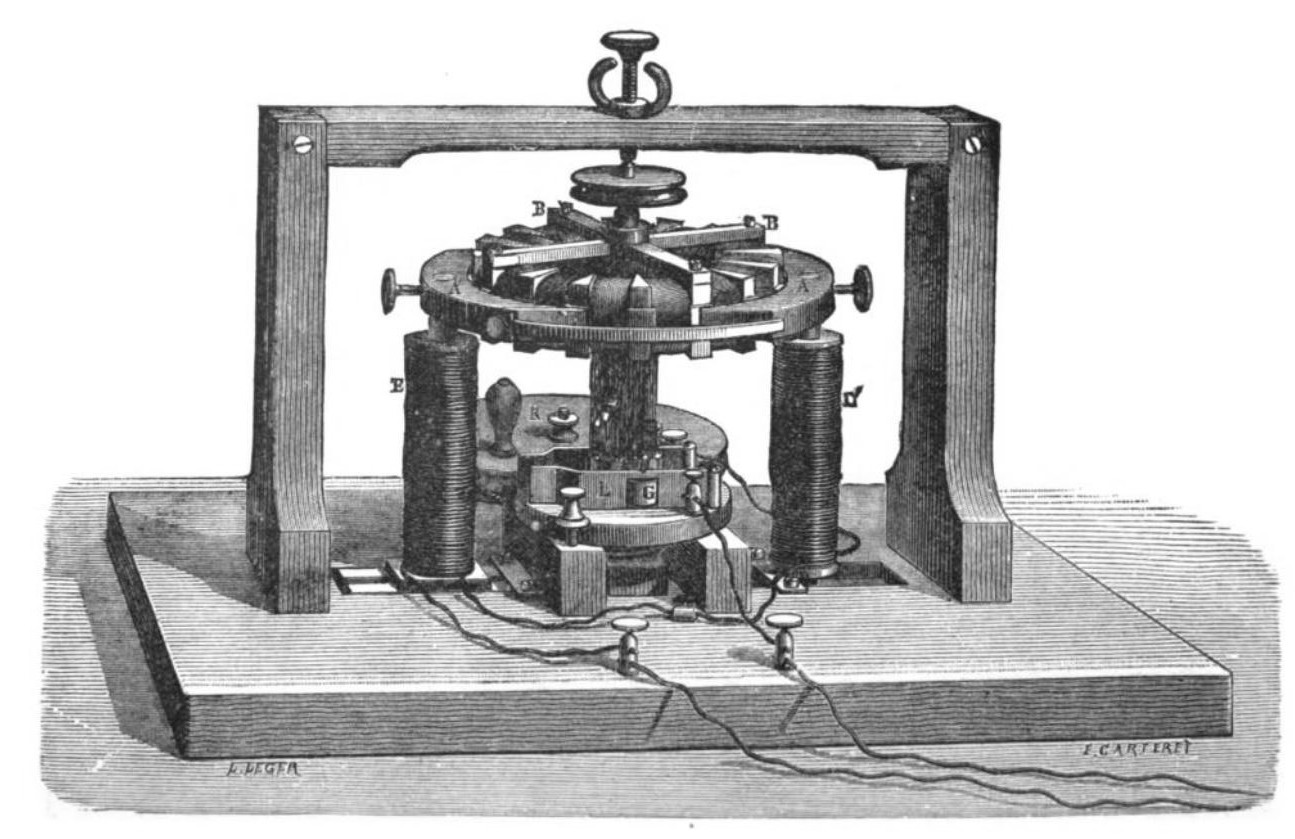
Pacinotti's macchinetta

Dankzij de uitvinding van de dynamo kon op grote schaal, en vele malen goedkoper dan met chemische elementen, elektrische energie worden opgewekt. Volgend op Faradays ontdekking van elektromagnetische inductie ontwikkelde Pixii in 1832 de eerste dynamo. Na Pixii werd de dynamo in de jaren daarna door diverse wetenschappers aanzienlijk verbeterd.
Zo vervangt de Italiaanse natuurkundige Antonio Pacinotti rond 1859 het hoefijzervormige anker door een ringvormig anker, waardoor zijn macchinetta een veel gelijkmatigere gelijkstroom levert. De Belgische ingenieur Zénobe Gramme bracht een aantal belangrijke verbeteringen aan en slaagde erin om rond 1870 een ringkernankerdynamo te maken die hogere spanningen en een voldoende sterke gelijkstroom kon produceren.
Gedurende de eerste helft van 1830 werden de eerste machines ontwikkeld die elektriciteit konden omzetten in mechanische arbeid. De eerste elektromotor die in staat was om een werktuig aan te drijven werd in 1832 door de Brit William Sturgeon gebouwd, terwijl in de Verenigde Staten naast Henry ook Charles Grafton Page en Thomas Davenport experimentele motoren bouwden.
Desondanks bleven de prestaties – en dus de toepasbaarheid – van de elektromotor ver achterlopen bij die van de stoommachine. Het zou tot 1873 duren voordat de elektromotor echt zou doorbreken. In dat jaar (her)ontdekte Gramme samen met zijn partner Hippolyte Fontaine de omkeerbaarheid van de elektrische machine: de dynamo kan gebruikt worden als elektromotor. Vanaf dat moment liep de ontwikkeling van de elektromotor gelijk op met die van de dynamo.

### Elektrische verlichting
In eerste instantie werd de door dynamo's opgewekte energie vooral toegepast in het voeden van booglampen. Reeds in 1810 had Humphry Davy een letterlijk verblindende demonstratie gehouden voor de Royal Institution in Londen. Tussen twee houtskoolstaven, aangesloten op 2000 voltabatterijen, trok hij een vlamboog die fel wit licht uitstraalde. Hiermee toonde hij voor het eerst aan dat het met elektriciteit mogelijk was om licht te creëren. Desondanks zou het enkele decennia duren voordat deze vorm van lichtopwekking gemeengoed werd. Pas na de introductie van de dynamo werden koolspitsbooglampen op grote schaal toegepast als straatverlichting. Voor huishoudelijk gebruik waren de booglampen echter ongeschikt doordat ze een veel te fel en letterlijk oogverblindend licht gaven.
Om elektrisch licht in de huiskamer te krijgen was een nieuwe uitvinding noodzakelijk, de gloeilamp. In tegenstelling tot booglampen kon de minder felle gloeilamp wel in kleine ruimtes worden gebruikt en was hij schoon en gemakkelijk in gebruik. Aan de uitvinding van de gloeilamp hangt vooral de naam van Thomas Alva Edison, hoewel hij niet de eerste was die de gloeilamp uitvond: hij verbeterde wel de eerste prototypes die al door andere uitvinders vervaardigd waren en zorgde ervoor dat de gloeilamp uitgroeide tot een commercieel succes. Hiervoor leverde Edison voor zijn klanten een compleet elektriciteitsnetwerk, inclusief dynamo's, kabels en accessoires zoals fittingen, zekeringen en elektriciteitsmeters. In 1882 nam hij 's werelds eerste elektriciteitscentrale in bedrijf die 110V gelijkstroom leverde aan 59 klanten in Lower Manhattan.

### Strijd gelijkstroom - wisselstroom
Grootste concurrent van Edison was George Westinghouse, een Amerikaanse zakenman die rijk was geworden met de uitvinding van de luchtrem. Daar waar Edisons elektriciteitsnetwerk gebaseerd was op lage gelijkspanning – wat leidt tot hoge stromen en dus veel energieverlies in de leidingen – koos Westinghouse voor een alternatief systeem. Tijdens een rondreis door Europa had hij kennisgemaakt met een betere methode om elektriciteit te distribueren. Met wisselstroom was het mogelijk om spanning voor transport omhoog te transformeren en voor gebruik omlaag te transformeren.
Met de hulp van elektrotechnici als William Stanley en Oliver Shallenberger wist hij het transformatorontwerp van de Europeanen Gaulard en Gibbs aanzienlijk te verbeteren. De grote doorbraak van Westinghouse kwam nadat hij de Servische immigrant Nikola Tesla aan zich wist te binden. In 1887 ontwikkelde Tesla de inductiemotor.
De felle concurrentiestrijd die vervolgens tussen Edison (gelijkstroom) en Westinghouse (wisselstroom) ontstond zou de geschiedenis ingaan als de War of the currents. Edison wees met name op de gevaren van de hoge wisselspanning, met alle risico's op een dodelijke elektrocutie. Ondanks de vele tegenwerkingen en de negatieve publiciteit werd de strijd nog voor de eeuwwisseling beslist in het voordeel van de wisselstroom.

## 20e eeuw

### Ontdekking van het elektron
De theorie omtrent de ware aard van elektriciteit veranderde aanzienlijk aan het einde van de 19e eeuw. Natuurkundigen kwamen met de theorie – eigenlijk hypothese – dat elektrische lading op de een of andere manier betrokken was bij de atomaire bouw van materie. Dit leidde tot een verhoogde belangstelling voor experimenten met gasontladingsbuizen. In deze buizen werden onder lage druk elektrische ontladingen bestudeerd, waarbij uit de kathode een zwak oplichtende straal verscheen.
Het onderzoek naar deze kathodestralen raakte verdeeld in twee kampen. Duitse wetenschappers, zoals Julius Plücker en Eugen Goldstein, meenden dat de uitgezonden straling net als licht een golfkarakter bezat. Daar tegenover stond William Crookes, die net als bijna alle Engelse fysici, ervan overtuigd was dat de straling uit deeltjes bestond. De oplossing kwam van Joseph John Thomson, hoogleraar aan het Cavendish-laboratorium.
Hoewel hij in eerste instantie ook van het golfkarakter uitging, kon hij in 1897 experimenteel bewijzen dat kathodestralen uit een stroom negatief geladen deeltjes bestonden, die hij corpuscles noemde en de lading electron. (Later werd de laatste term voor het geheel gebruikt.) Voor de ontdekking van de drager van elektrische lading kreeg Thomson in 1906 de Nobelprijs voor de Natuurkunde.
Omdat elektronen veel kleiner waren dan atomen, zo redeneerde Thomson, zouden ze weleens onderdeel van het atoom kunnen zijn. In zijn visie was het atoom een massieve, positief geladen bol, met erop 'geplakt' de negatief geladen elektronen. De juiste locatie van de elektronen in het atoommodel werd in 1910 definitief aangedragen door Ernest Rutherford – de negatief geladen elektronen bewegen in schillen rondom de positief geladen atoomkern. In 1913 werd door Robert Millikan met het oliedruppelexperiment de exacte lading van één elektron gemeten: 1,602 × 10−19 coulomb (Nobelprijs, 1923).
Latere natuurkundigen, zoals Albert Einstein en Hendrik Lorentz bouwden op deze theorie voort en op de oorspronkelijke ideeën en formules van Maxwell. Het resultaat was de kwantummechanica, die het gedrag beschrijft van atomen en elektronen op het allerkleinste niveau. De kwantummechanica liet zien dat elektronen naast deeltjes ook golven zijn. Dit principe wordt onder andere toegepast in de elektronenmicroscopie, in 1931 uitgevonden door Ernst Ruska, die voorwerpen laat zien zo klein als moleculen. Daarnaast bleek het elektron naast massa en lading, nog een derde fundamentele eigenschap te bezitten: spin.

### Supergeleiding
Het elektron bleek over meer geheimen te beschikken dan Thomson, Lorentz en Zeeman hadden voorzien. In 1911 ontdekte de Nederlandse fysicus Heike Kamerlingh Onnes samen met laboratoriumassistent Gilles Holst in Leiden tijdens hun cryogene onderzoek het verschijnsel van supergeleiding – de totale afwezigheid van elektrische weerstand bij zeer lage temperaturen.
De verklaring – waarvan Kamerlingh Onnes dacht dat het met de kwantummechanica te maken had – werd uiteindelijk in 1957 gevonden door John Bardeen, Leon Cooper en Robert Schrieffer (Nobelprijs, 1972). In hun BCS-theorie toonden ze aan dat bij supergeleiding de afstotende kracht tussen twee elektronen wordt omgezet in een aantrekkende kracht. Hierbij worden zogenoemde Cooperparen gevormd met een lading 2e.
In de jaren 80 en 90 van de 20e eeuw vond men ook dat supergeleiding kan plaatsvinden in keramische materialen bij veel hogere temperaturen (~39K) dan het absolute nulpunt. In 1986 ontdekten de IBM-fysici Georg Bednorz en Alex Müller het Zürich-oxide – een keramische legering die al supergeleidend wordt bij een temperatuur van -200 °C, waarden die bereikbaar zijn met vloeibaar stikstof in plaats van het dure helium. Een theoretische verklaring voor deze vorm van supergeleiding is tot op heden nog niet gevonden.

### Bevrijder van de vrouw
In de 20e eeuw werden in snel tempo apparaten ontwikkeld die het huishouden vergemakkelijkten, en daarmee de vrouw in toenemende mate ruimte gaven voor andere bezigheden. Voorbeelden zijn de stofzuiger, de wasmachine en centrifuge, het elektrische strijkijzer, de koelkast en de handmixer. In Engeland werd kort na de Eerste Wereldoorlog de Electrical Association for Women (EAW) opgericht voor het promoten van "electrical housekeeping". De EAW overreede de elektriciteitsmaatschappijen om vrouwen aan te stellen als intermediairs. Deze voorlichters maakten vrouwen in stad en land vertrouwd met de innovaties, maar koppelden ook de wensen van huisvrouwen terug naar fabrikanten en leveranciers. De Nederlandse pendant, de NVEV (Nederlandsche Vrouwen Elektriciteits Vereeniging), volgde dezelfde werkwijze.

### Elektronica

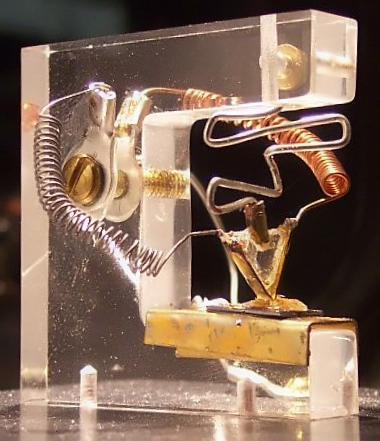
Replica van de eerste transistor

Niet in 1947 met de uitvinding van de transistor door John Bardeen, William Shockley en Walter Brattain (Nobelprijs 1956) begon het elektronicatijdperk, maar reeds in 1904 met de uitvinding van de elektronenbuis door Ambrose Fleming.
Het principe van deze buis was gebaseerd op het effect van thermionische emissie of het Edisoneffect dat Edison reeds in 1883 had waargenomen bij de ontwikkeling van de gloeilamp. Dit effect omvat dat elektronen alleen in één richting kunnen bewegen, van de hete kathode naar de koude anode. Hoewel met de elektronenbuis wisselstroom omgezet kon worden in gelijkstroom, kwam de grote doorbraak vijf jaar later.
In 1909 voegde de Amerikaan Lee De Forest een stuurrooster toe aan Flemings buis: de triodeversterker was geboren. Vanaf nu konden zwakke elektrische signalen versterkt worden. De triode vond snel daarna toepassing in de telegrafie, telefonie, radio's en televisies.

### Halfgeleidertechniek
Transistors worden gemaakt van halfgeleiders, stoffen die wat elektrisch geleidingsvermogen betreft tussen geleiders en isolatoren staan. In 1874 had Ferdinand Braun een gelijkrichtend effect waargenomen in loodkristal wanneer dit kristal door een metalen punt wordt aangeraakt. Braun had de werking van de puntcontactovergang ontdekt, een ontdekking die uiteindelijk leidde tot de ontwikkeling van de kristalontvanger in de beginjaren van de radiocommunicatie. In 1939 nam de Amerikaan Russell Ohl de vergelijkbare pn-overgang waar in silicium.
Toen transistors de buizen vervingen werden elektronische apparaten kleiner en betrouwbaarder. Een poging om elektronische componenten nog kleiner te maken leidde tot een revolutionair concept, dat op twee plaatsen tegelijkertijd werd ontwikkeld. Onafhankelijk van elkaar kwamen de Amerikanen Jack Kilby en Robert Noyce met de uitvinding van de geïntegreerde schakeling, ofwel de microchip. Tien jaar na de eerste transistor bouwde Kilby met twee transistors op een enkel stuk germanium het eerste eenbitsgeheugen, de flip-flop.

### Computertechnologie
Dankzij betere en nieuwe lithografische technieken zijn transistors in de loop der tijd steeds kleiner geworden. Hierdoor konden op een eenzelfde oppervlak silicium steeds meer transistors worden ondergebracht. Dit leidde in 1971 tot de uitvinding van de microprocessor, een universele chip die door middel van software-instructies geprogrammeerd kan worden.
Hoewel de eerste elektrische computer, de Z3, al in 1941 werd gemaakt, zorgde de veel kleinere microprocessor ervoor dat de computer ook beschikbaar kwam voor bedrijven en de gewone consument. De computer zorgde tegelijkertijd voor een grote vooruitgang voor de elektrotechnicus zelf. De ingewikkelde en complexe wiskundige berekeningen toegepast binnen de elektriciteitsleer konden dankzij de computer sneller en nauwkeuriger worden uitgevoerd.

## Heden
Elektriciteit is vandaag de dag niet meer weg te denken uit onze moderne samenleving. Veel van onze apparatuur die we dagelijks gebruiken werkt dankzij elektriciteit. Dat we zo sterk afhankelijk zijn geworden van deze energievorm merken we pas als elektriciteit even niet voorhanden is, zoals bij een stroomuitval (blackout). Vanwege deze sterke afhankelijkheid ligt er voor elektrotechnici een toekomstige taak in de ontwikkeling van een betrouwbare, duurzame elektriciteitsvoorziening.